# Даун-біт
Даун-біт (англ. down beat) — тип джазового фразування, при якому всередині ритмічних груп, що вільно артикулюють, зберігаються опорні акценти на основних долях тактів. Цей метод дозволяє здійснювати одночасне поєднання граунд-біта (у прихованому вигляді) і офф-біта в партії одного інструменту.
В англійській музичній термінології down beat також означає першу долю такту, походження назви пов'язано з класичною традицією диригувати першу долю вниз.
Серед музичних напрямків, даун-біт характерний стилям downtempo, lounge, Тріп-хоп та chillout.